# جورج شامي
جورج شامي (1931-2022) هو كاتب لبناني، ولد في بيروت، عمل مديراً لكلية الإعلام والتوثيق في الجامعة اللبنانية من 1978 حتى 1981 حيث قدم استقالته، وعمل في الصحافة منذ 1952، وبدأ بممارستها في جريدة «النهار»، ومنها انتقل للعمل في الصحف والمجلات والوكالات المختلفة، حيث عمل محرراً ومديراً ورئيساً للتحرير: «صدى لبنان»، «الحياة»، الشراع»، «العمل»، «الرأي العام» في الكويت، «الاقتصاد اللبناني والعربي»، «الوكالة الوطنية للأنباء» «الحسناء»، «الأسبوع العربي»، «الأنوار»، «الوطن العربي»، في باريس، و«المشاهد السياسي» في لندن.

## مؤلفات
صدرت له عدة أعمال منها:
روايات:
- «رواية طويلة في سيرة عادية»، دار نلسن، 2018.[2]
- «أول الذهب : رواية»، رياض الريس للكتب والنشر، بيروت، 2005.[3]
- «ذكريات عارية : رواية»، الكوكب، 2010.[4]
- «عصير الزنزلخت : رواية»، رياض الريس للكتب والنشر، بيبروت، 2008.[5]
- «المحارة الباكية: وجدانية»، رواية، دار نلسن، 2020.[6]

قصص:
- «كلب النافذة : قصص قصيرة»، رياض الريس للكتب والنشر، بيروت، 2014.[7]
- «النمل الأسود-ألواح صفراء-أعصاب من نار»، قصص، دار الجديد، بيروت، 1998.[8]
- «إنها آخر الحبّات : قصص قصيرة»، رياض الريس للكتب والنشر، 2016.[9]
- «ماذا بقي من القتال»، قصة، رياض الريس للكتب والنشر، باريس، 2003.[10]
- «النمل الأسود: مجموعة قصص»، دار الجديد، 1998.[11]
- «أعصاب من نار : قصص»، دار الكتاب الجديد، بيروت، 1963.[12]
- «ألواح صفراء: قصص»، منشورات حلقة الثريا، 1959.[13]
- «قديشات الوهو»، دار الجديد، 1998.[14]
- «عاشقة بألوان قوس قزح، جرح عميق في برميل مازوت، ليلة في برج القوس» دار الجديد، بيروت، 2000.[15]
- «عاشقة بألوان قوس قزح» دار الجديد، بيروت، 2000.[16]

أخرى:
- «زمن الحداثة : قامات عصيةّ على النسيان»، دار الأجيال لدراسات والنشر، بيروت، 2014.[17]
- «تدبير تناذر النفق الرسغي في مشفى حلب الجامعي»، 2003.[18]
- "قصتي مع منح الصلح، 1980-1982″، دار نلسن، بيروت، 2015.[19]
- «زورق على شاطئ الانتحار»، مؤسسة ناجي نعمان للثقافة بالمجّان، 2014.[20]
- «سمك لبن تمر هندي : الوجع، الفرح، الرقص»، دار نلسن، 2017.[21]
- «ثورة الذات، أو، البناء طريق التغيير : عشر سنوات مع أمين الجميل»، شركة الشرق الأوسط، بيروت، 1980.[22]
- «الحلم والحنين في الذاكرة الحدباء : ضمّة وفاء متوّجة بصدى المنابر»، دار نلسن، 2016.[23]
- «في قفص الاتهام... : إضاءات على مطاوي الذات دفاعاً عن البراءة والحقيقة»، دار نلسن، 2015.[24]
- «أبعاد بلا وطن وطن بلا جاذبية»، دار الجديد، بيروت، 1998.[25]
- «وطن بلا جاذبية إيمان بلا شفاعة»، بيروت، 1979.[26]
- «لماذا؟ يا أخي: رسالة من وحي الأحداث»، الكتائب اللبنانية، المجلس الحزبي، الشعبة الخامسة، بيروت، 1933.[27]
- «انطباعات سوريالية بين أزرقين»، دار نعمان للثقافة، 2016.[28]
- «مطلات رمادية في عالم المرأة»، دار نلسن، بيروت، 2016.[29]
- «إذا نطقوا... علامات فارقة: حوارات مع لفيف من المثقفين»، الجامعة الأميركية للعلوم والتكنولوجيا، 2012.[30]
- «زهرة الرمال»، المنشورات الجامعية والعلمية، 1963.[31]
- «أغمار من المودّات في زمن الجحود : ستّون سنة من العطاء بأقلام نقّاد ودارسين وأصدقاء»، دار نلسن، 2015.[32]
- «قلوب شجاعة / مسرحية من ثلاثة فصول وستة مشاهد»، مؤسسة ناجي نعمان للثقافة بالمجّان، 2014.[33]

## مؤلفات عنه
- «جورج شامي والمسّ الجمالي»، أنطوان يزبك، دار الأجيال للدراسات والنشر، لبنان، 2010.[34]